# Robustunguis minor
Robustunguis minor is een eenoogkreeftjessoort uit de familie van de Laophontidae. De wetenschappelijke naam van de soort is voor het eerst geldig gepubliceerd in 1992 door Fiers.